# Domaize
Domaize é uma comuna francesa na região administrativa de Auvérnia-Ródano-Alpes, no departamento Puy-de-Dôme. Estende-se por uma área de 14,9 km². Em 2010 a comuna tinha 396 habitantes (densidade: 26,6 hab./km²).